# Stugu-Sättsjön
Stugu-Sättsjön är en sjö i Ragunda kommun i Jämtland och ingår i Indalsälvens huvudavrinningsområde. Sjön har en area på 1,25 kvadratkilometer och ligger 322,1 meter över havet. Sjön avvattnas av vattendraget Sittsjöbäcken.

## Delavrinningsområde
Stugu-Sättsjön ingår i det delavrinningsområde (700017-149083) som SMHI kallar för Utloppet av Stugu-Sittsjön. Medelhöjden är 365 meter över havet och ytan är 13,83 kvadratkilometer. Det finns inga avrinningsområden uppströms utan avrinningsområdet är högsta punkten. Sittsjöbäcken som avvattnar avrinningsområdet har biflödesordning 3, vilket innebär att vattnet flödar genom totalt 3 vattendrag innan det når havet efter 158 kilometer. Avrinningsområdet består mestadels av skog (70 procent). Avrinningsområdet har 1,25 kvadratkilometer vattenytor vilket ger det en sjöprocent på 9 procent.